# Albrekt II av Brandenburg
Albrekt II av Brandenburg, tyska: Albrecht II. von Brandenburg, född före 1177, död 25 februari 1220, var från 1205 till sin död markgreve av Brandenburg. Han var den fjärde markgreven av Brandenburg av huset Askanien och var yngste son till markgreve Otto I av Brandenburg och Ada av Holland.

## Biografi
Albrekt II blev 1184 greve av Arneburg i Altmark. Han deltog i det Tredje korståget (1189–1192). Efter att han återvänt fängslades han under en tid av oklar anledning av sin äldre bror, markgreve Otto II av Brandenburg. År 1198 deltog han vid den Tyska ordens konstituerande möte i Acre (Akko).
Albrekt II efterträdde Otto II 1205 som markgreve av Brandenburg. Liksom sin bror stödde han Filip av Schwaben som tysk kung men övergav det staufiska lägret till förmån för welferna efter att Filip mördats 1208. Han lierade sig med kejsar Otto IV för att säkra kejsarens stöd i försvaret av Brandenburgs territorier i norr mot Danmark. Albrekt II var under sin regeringstid inblandad i stridigheter med ärkebiskopen Albrekt I av Magdeburg, och under hans regering inleddes 1210 även den så kallade Brandenburgska tiondestriden mellan markgrevarna och kyrkan om rätten till tiondet i Brandenburg, som kom att pågå fram till 1237.
Under Albrekt II:s regering blev Teltow, Prignitz och delar av Uckermark införlivade i markgrevskapet Brandenburg, samtidigt som han tvingades ge upp Brandenburgs anspråk i Pommern.
Albrekt avled 1220 och efterträddes av sina båda söner, Johan I och Otto III. De båda omyndiga sönerna kom först att ha ärkebiskop Albrekt av Magdeburg som förmyndare fram till 1221 och därefter sin mor Matilda av Groitzsch fram till 1225, då de blev myndiga. Johan I och Otto III kom att dela upp Brandenburg mellan sig och regerade markgrevskapet under lång tid tillsammans. Deras efterkomlingar benämns den johannitiska respektive den ottoniska linjen av huset Askanien.

## Familj
Albrekt gifte sig 1205 med Matihilde av Groitzsch (1185–1225), dotter till markgreve Konrad II av Lausitz och Elisabet av Polen, dotter till hertig Mieszko III av Polen. Parets barn var:
- Elisabet (1207–19 november 1231), gift 1228 med lantgreve Henrik Raspe av Thüringen (1201–1247)
- Matilda (död 10 juni 1261), gift 1228 med hertig Otto I av Lüneburg (1204–1252)
- Johan I (omkr. 1213 – 4 april 1266), markgreve av Brandenburg-Stendal
- Otto III "den fromme" (1215 – 9 oktober 1267), markgreve av Brandenburg-Salzwedel